# Igor Jakowlewitsch Wyssozki
Igor Jakowlewitsch Wyssozki; russisch Игорь Яковлевич Высоцкий; (* 10. September 1953 in Jagodnoje, Oblast Magadan; † 2. April 2023) war ein  sowjetischer Boxer. Er war 1978 sowjetischer Meister und Weltmeisterschaftsteilnehmer im Schwergewicht.

## Werdegang
Igor Wyssozki begann im Alter von sechs Jahren in Magadan mit dem Boxen. Er wurde in den ersten Jahren seiner Laufbahn von seinem Vater Jakow Antonowitsch Wyssozki trainiert. Schon im Juniorenbereich gehörte er zu den besten sowjetischen Boxern im Schwergewicht und er zog deshalb der besseren Trainingsbedingungen wegen nach Moskau. Dort wurde er Mitglied des Arbeitersportklubs Trud Moskau.
1972 nahm er erstmals an einem großen internationalen Turnier in Moskau teil. Er erreichte dort das Finale im Schwergewicht, in dem er aber wegen einer Augenbrauenverletzung nicht mehr antreten konnte. Schon im Alter von 19 Jahren zeichnete sich also schon seine Verletzungsanfälligkeit an den Augenbrauen an, mit der er während seiner ganzen Laufbahn zu kämpfen hatte und die ihm manchen Erfolg vermasselte. Igor Wyssozki war kein Supertechniker, sondern ein harter „Puncher“, der über die Hälfte seiner Kämpfe vorzeitig gewann. Auf der anderen Seite brachte seine Kampfesweise mit sich, dass gerade bei seinen Kämpfen, das Kampfgericht oft uneins war und viele seiner Kämpfe mit 3:2-Urteilen, mal für ihn, mal gegen ihn, ausgingen. Die Anfälligkeit für Augenbrauenverletzungen (Cuts) behinderte ihn natürlich auch beim Training, was sich wieder nachteilig auf seine Form auswirkte.
1973 durfte Igor Wyssozki an der Europameisterschafts-Ausscheidung in Lemberg teilnehmen. Er traf dabei im Viertelfinale auf Wiktor Petrowitsch Uljanitsch und verlor, weil er in der 3. Runde wegen eines Cuts aus dem Ring genommen werden musste. Er gefiel bei diesem Turnier den Offiziellen des sowjetischen Boxverbandes so gut, dass sie ihn nach Kuba schickten, wo er am Turnier Giraldo Cordova Cardin in Camagüey teilnahm. Er schaffte dabei im Endkampf eine Sensation, als er als 20-Jähriger im Finale den Olympiasieger von 1972 Teófilo Stevenson nach Punkten (3:2) besiegte. Im Jahre 1976 brachte er dann das gleiche Kunststück noch einmal fertig. Er besiegte Teófilo Stevenson bei einem internationalen Turnier in Minsk durch K. o. in der 3. Runde. Dies waren die beiden einzigen Niederlagen die Teófilo Stevenson zwischen den Olympischen Spielen 1972 und den Olympischen Spielen 1976 hinnehmen musste.
Igor Wyssozki nahm 1974 erstmals an der sowjetischen Meisterschaft teil und verlor dort im Halbfinale gegen Gennadi Kokurin nach Punkten. In der Sowjetunion wurden damals auch noch der sog. Absolute Meister ermittelt. Bei dieser Meisterschaft waren die besten Boxer der drei schweren Gewichtsklassen startberechtigt. 1974 kam Igor Wyssozki bei dieser Meisterschaft mit einem Punktsieg über Gennadi Kokurin (3:2) in das Finale, in dem er gegen Jewgeni Gorstkow in der 3. Runde wegen eines Cuts aus dem Ring genommen werden musste. 1975 schied er bei der sowjetischen Meisterschaft schon im Viertelfinale mit einer Punktniederlage gegen Pjotr Sajew aus und kam dadurch nur auf den 5. Platz. Noch schlimmer erging es ihm bei der sowjetischen Meisterschaft 1976, wo er bereits im Achtelfinale gegen Juri Sudakow wegen eines Cuts aus dem Ring genommen werden musste. 1976 wurde er vom sowjetischen Boxverband auch zu den Olympischen Spielen nach Montreal mitgenommen. Er konnte dort aber nicht eingesetzt werden, weil er im Training wieder eine Augenbrauenverletzung davontrug. Und auch 1977 ging es so weiter, denn Igor Wyssozki verlor bei der sowjetischen Meisterschaft im Halbfinale gegen Pjotr Sajew, weil er wieder wegen der gleichen Verletzung aus dem Ring genommen werden musste. In einem Länderkampf im November 1976 besiegte Igor Wyssozki in Las Vegas den späteren Profiweltmeister Tony Tubbs durch Abbruch in der 2. Runde.
In den nächsten Jahren blieb er dann von dieser Verletzung weitgehend verschont. Gut trainiert siegte er dann im Jahre 1978 bei der sowjetischen Meisterschaft, wo er im Endkampf Michail Subbotin nach Punkten schlug. Außerdem holte er sich auch den Titel des absoluten Meisters. Auf dem Weg zu diesem Titel besiegte er Choren Indschejan, Jewgeni Gorstkow und Michail Subbotin. Im gleichen Jahr wurde Igor Wyssozki bei der Weltmeisterschaft in Belgrad eingesetzt. Er traf dort in seinem ersten Kampf auf den international unbekannten Franzosen Dominique Nato und verlor gegen diesen, völlig indisponiert, nach Punkten (2:3), womit er ausschied und nur den 9. Platz belegte. Für weitere internationalen Meisterschaften konnte er sich nicht mehr qualifizieren.
1979 und 1980 startete er aber noch bei den sowjetischen Meisterschaften. 1979 verlor er dabei im Halbfinale gegen Wiktor Uljanitsch nach Punkten und 1980 war für ihn bereits im Viertelfinale nach einer Punktniederlage gegen Jewgeni Gorstkow Endstation.
Igor Wyssozki bestritt in seiner Laufbahn 185 Kämpfe, von denen er 161 gewann. Er betreibt heute in Moskau eine Boxschule und ein Sportstudio.

## Internationale Erfolge
| Jahr | Platz | Wettbewerb                                             | Gewichtsklasse | Ergebnis |
| 1972 | 2.    | Intern. Turnier in Moskau                              | Schwer         | nach einer kampflosen Niederlage (Verletzung) im Endkampf gegen Wladimir Sagurski, UdSSR                                                       |
| 1973 | 1.    | Giraldo Cordova Cardin-Tournament in Camagüey/Kuba     | Schwer         | nach einem Punktsieg im Finale über Teófilo Stevenson, Kuba (3:2)                                                                              |
| 1974 | 2.    | Pokalturnier um den „schwarzen Diamanten“ in Kattowitz | Schwer         | nach einer Aufgabe-Niederlage (Verletzung) in der 2. Runde gegen Andrzej Biegalski, Polen                                                      |
| 1974 | 1.    | Waclaw-Prochazka-Turnier in Ostrava                    | Schwer         | nach einem Punktsieg im Finale über Alexander Wasjuschkin, UdSSR                                                                               |
| 1974 | 1.    | Dutch Tulips-Turnier in Den Haag                       | Schwer         | nach einem KO-Sieg in der 1. Runde über Georgi Stoymenow, Bulgarien und einem Punktsieg im Finale über Felipe Pineiro Rodriguez, Spanien       |
| 1975 | 2.    | 6. Gryf Szczecinski-Tournament in Szczecin             | Schwer         | nach einer Punktniederlage im Finale gegen Lucjan Trela, Polen )2:3)                                                                           |
| 1975 | 2.    | Intern. Turnier in Leningrad                           | Schwer         | nach einer Punktniederlage im Finale gegen Nikolai Axjonow, UdSSR                                                                              |
| 1976 | 1.    | Intern. Turnier in Minsk                               | Schwer         | nach einem KO-Sieg in der 3. Runde im Finale über Teófilo Stevenson                                                                            |
| 1977 | 2.    | Golden-Belt-Turnier in Bukarest                        | Schwer         | nach einem Punktsieg im Halbfinale über Angel Milian, Kuba und einer kampflosen Niederlage (Verletzung) im Finale gegen Mircea Simon, Rumänien |
| 1977 | 3.    | Giraldo Cordova Cardin-Tournament in Matanzas          | Schwer         | nach einer Punktniederlage im Halbfinale gegen Angel Milian                                                                                    |
| 1977 | 1.    | Waclaw-Prochazka-Turnier in Ostrava                    | Schwer         | nach einem Punktsieg im Finale über Dietmar Mayer, DDR                                                                                         |
| 1978 | 9.    | WM in Belgrad                                          | Schwer         | nach einer Punktniederlage im Achtelfinale gegen Dominique Nato, Frankreich (2:3)                                                              |
| 1979 | 2.    | Intern. Turnier in Alma Ata                            | Schwer         | nach einer Punktniederlage im Finale gegen Angel Milian                                                                                        |
| 1979 | 3.    | Giraldo Cordova Cardin-Tournament in Havanna           | Schwer         | nach einer Punktniederlage im Halbfinale gegen Angel Milian                                                                                    |

## Länderkämpfe
| Jahr | Ort         | Begegnung       | Gewichtsklasse | Ergebnis                                                          |
| 1974 | Moskau      | UdSSR gegen USA | Schwer         | KO-Sieg in der 1. Runde über Clifford Stevens                     |
| 1975 | Lake Tahoe  | USA gegen UdSSR | Schwer         | Abbruchsieg in der 3. Runde über Emory Chapman                    |
| 1975 | New York    | USA gegen UdSSR | Schwer         | KO-Sieg in der 1. Runde über Helton Willis                        |
| 1975 | New York    | USA gegen UdSSR | Schwer         | Abbruch-Niederlage (Verletzung) in der 3. Runde gegen Jimmy Clark |
| 1976 | Las Vegas   | USA gegen USA   | Schwer         | Abbruchsieg in der 2. Runde über Tony Tubbs                       |
| 1976 | New York    | USA gegen UdSSR | Schwer         | Punktsieg über Jimmy Clark                                        |
| 1977 | Las Vegas   | USA gegen UdSSR | Schwer         | Punktsieg über Jimmy Clark                                        |
| 1977 | Milwaukee   | USA gegen UdSSR | Schwer         | KO-Sieg in der 2. Runde über Woody Clark                          |
| 1977 | Las Vegas   | USA gegen UdSSR | Schwer         | Punktniederlage gegen Greg Page                                   |
| 1977 | New Orleans | USA gegen UdSSR | Schwer         | Punktsieg über Charles Garrett                                    |
| 1978 | Alma Ata    | UdSSR gegen USA | Schwer         | Punktsieg über Mitch Green                                        |

## Meisterschaften der UdSSR
| Jahr | Platz | Gewichtsklasse | Ergebnis |
| 1974 | 3.    | Schwer         | nach Punktniederlage im Halbfinale gegen Gennadi Kokurin |
| 1974 | 2.    | Schwer         | Ermittlung des „absoluten Meisters“: nach Punktsiegen über Sergei Lobanow (5:0) und Gennadi Kokurin (3:2), techn. KO-Niederlage (Verletzung) in der 3. Runde gegen Jewgeni Gorstkow |
| 1975 | 5.    | Schwer         | nach Punktniederlage im Viertelfinale gegen Pjotr Sajew |
| 1976 | 9.    | Schwer         | nach techn. KO-Niederlage (Verletzung) in der 3. Runde gegen Juri Sudakow |
| 1977 | 3.    | Schwer         | nach techn. KO-Niederlage (Verletzung) in der 2. Runde gegen Pjotr Sajew |
| 1978 | 1.    | Schwer         | nach einem Punktsieg im Finale über Choren Indschejan, Jewgeni Gorstkow und Michail Subbotin                                                                                        |
| 1979 | 3.    | Schwer         | nach einer Punktniederlage im Halbfinale gegen Wiktor Petrowitsch Uljanitsch |
| 1980 | 9.    | Schwer         | nach einer Punktniederlage im Achtelfinale gegen Jewgeni Gorstkow |